# Bàn thờ

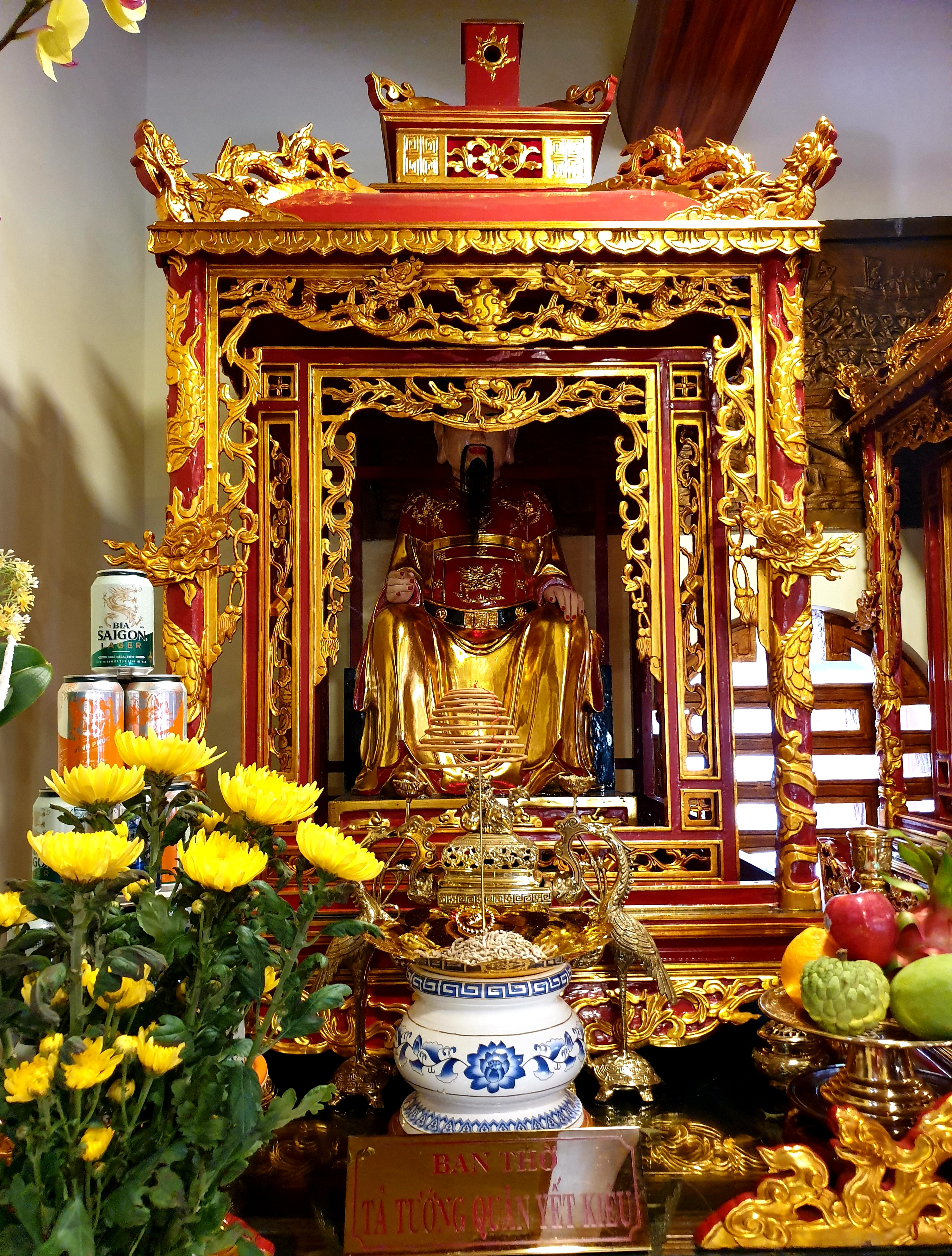
Bàn thờ Yết Kiêu tại Đền thờ Đức Thánh Trần, Quận 1, thành phố Hồ Chí Minh

Bàn thờ hay bàn cúng, bàn thiêng là một cấu trúc được sử dụng trong các nghi lễ tôn giáo để đặt lễ vật, cúng tế hoặc thực hiện các nghi thức khác. Bàn thờ có thể được tìm thấy tại các đền thờ, chùa chiền, nhà thờ và các nơi thờ cúng khác. Chúng được sử dụng trong nhiều nền văn hóa và tôn giáo khác nhau, từ ngoại giáo cổ đại đến các tôn giáo hiện đại như Kitô giáo, Phật giáo và Ấn Độ giáo.
Tại Việt Nam, bàn thờ phổ biến tại những nơi cư trú của người Việt hoặc những không gian sinh hoạt tôn giáo như đình, chùa, nhà thờ họ. Bàn thờ được phân loại theo mục đích thờ cúng bao gồm bàn thờ gia tiên, bàn thờ Phật, bàn thờ Chúa, bàn thờ tổ. Phân loại theo mẫu mã thường dành cho tín ngưỡng thờ cúng tổ tiên của người Việt, bao gồm: bàn thờ chân vuông (các loại án gian và bàn ô xa) bàn thờ chân quỳ (sập thờ, bàn thờ chân quỳ dạ cá). Bàn thờ được sản xuất từ các cơ sở nhỏ lẻ, mang tính chất nghề truyền thống, kết hợp giữa nghề mộc và chạm khắc thủ công trên gỗ.

## Nguyên gốc từ
Từ "altar" trong tiếng Anh hiện đại bắt nguồn từ từ "altar" trong tiếng Anh trung đại, được bắt nguồn từ từ "alter" trong tiếng Anh cổ. Từ "alter" trong tiếng Anh cổ lại được bắt nguồn từ từ "altare" trong tiếng Latinh, có nghĩa là "bàn thờ".

## Do Thái giáo
Bàn thờ  trong Kinh thánh Hebrew thường được làm bằng đất hoặc đá nguyên khối. Bàn thờ thường được dựng ở những nơi dễ nhìn thấy. Bàn thờ đầu tiên được ghi lại trong Kinh thánh Hebrew là bàn thờ của Nô-ê, được dựng sau trận Đại Hồng Thủy. Các bàn thờ khác cũng được dựng bởi Áp-ra-ham, Isaac, Jacob, và Moses.
Sau khi Đức Chúa Trời hiện ra trên Núi Sinai, chỉ có hai bàn thờ được sử dụng trong Lều Tạm và sau đó trong Đền Thờ: Bàn thờ dâng của lễ thiêu và Bàn thờ xông hương. Cả hai bàn thờ đều nằm gần Hòm Giao Ước.
Tại Đất Israel, các nhà khảo cổ đã phát hiện ra tàn tích của ba bàn thờ được đục trong đá: một ở Tel Zorah, một ở chân núi Sebastia (Samaria cổ đại), và một bàn thờ thứ ba gần Shiloh.

## Kitô giáo

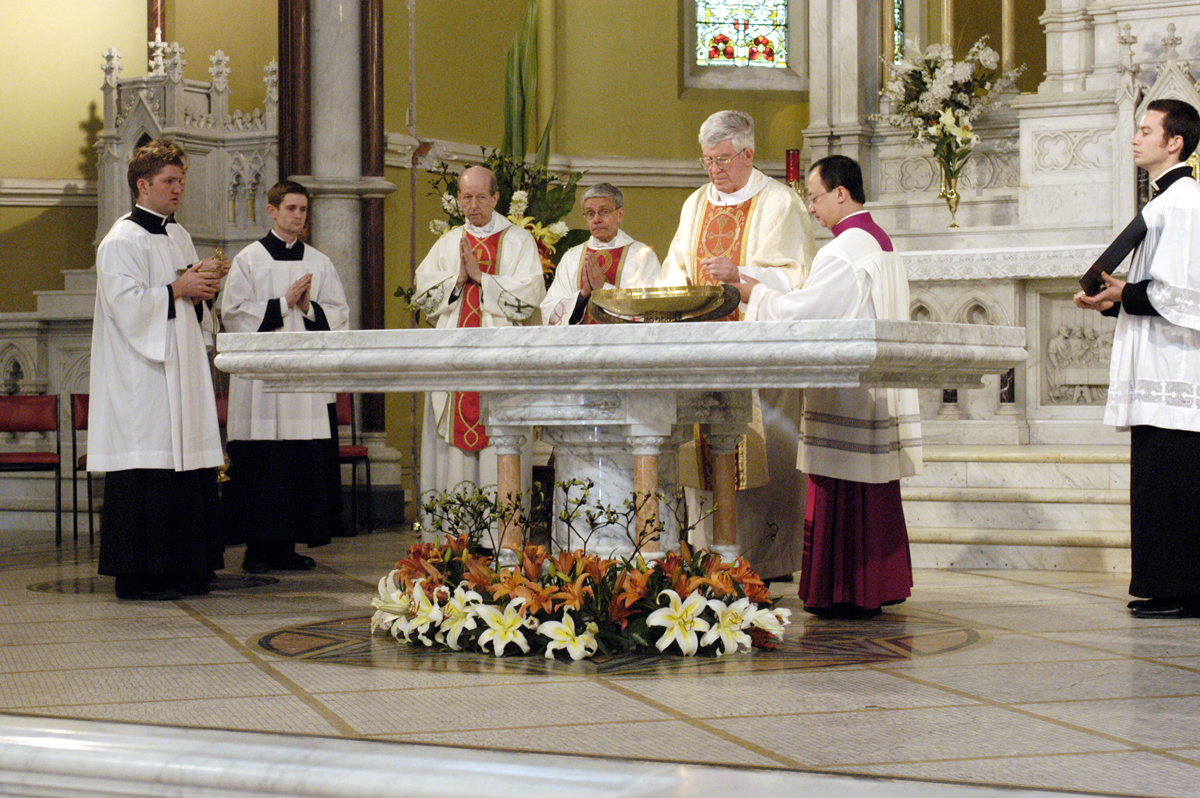
Cung hiến bàn thờ

Từ "bàn thờ", trong tiếng Hy Lạp là θυσιαστήριον (xem:θυσία), xuất hiện 24 lần trong Tân Ước. Trong thần học Công giáo và Chính thống giáo, Thánh Thể là sự tái hiện của sự hy sinh của Chúa Kitô trên thập tự giá. Do đó, bàn ăn mà Thánh Thể được cử hành được gọi là bàn thờ.
Bàn thờ là nơi cử hành Thánh Thể, một nghi thức quan trọng trong Kitô giáo. Bàn thờ được đặt ở vị trí trang trọng trong hầu hết các nhà thờ Kitô cả Đông phương và Tây phương. Bàn thờ trong các nhà thờ này thường được đặt ở vị trí cố định và được sử dụng lâu dài trong các khu vực thờ phượng chung, thường được gọi là "thánh điện". Bàn thờ không chỉ được đặt trong các nhà thờ, mà còn được đặt ở những không gian khác, chẳng hạn như ngoài trời trong tự nhiên, trong nghĩa trang, trong lăng mộ/hầm mộ và nhà ở gia đình. Bàn thờ cá nhân là những bàn thờ được đặt trong không gian riêng tư của một người, chẳng hạn như phòng ngủ, tủ quần áo, hoặc các không gian khác. Bàn thờ này được sử dụng cho các hoạt động tâm linh cá nhân, thường được gọi là "lễ sùng bái cá nhân". Bàn thờ cũng được sử dụng trong một số ít nhà thờ Tin lành. Trong các nhà thờ Cải cách và Anabaptist, một chiếc bàn, thường được gọi là "bàn Tiệc Thánh", có chức năng tương tự như bàn thờ trong các nhà thờ Công giáo.

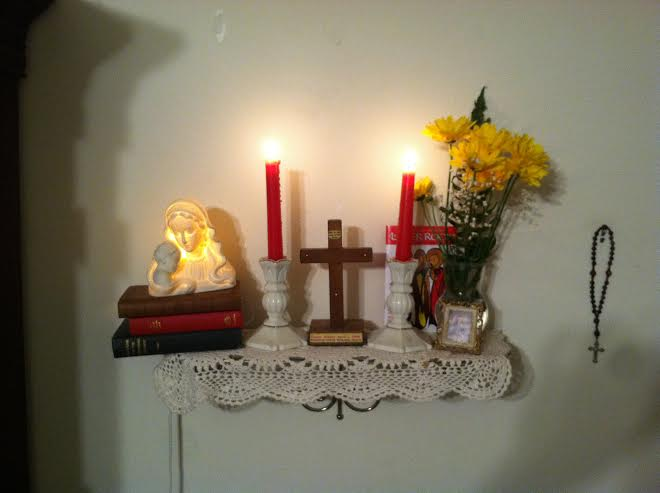
Bàn thờ gia đình trong một hộ gia đình Kitô giáo theo phong trào Giám lý, với cây thánh giá và nến cùng một số vật dụng tôn giáo khác.

Khu vực xung quanh bàn thờ được xem là linh thiêng hơn và thường được phân biệt rõ ràng về mặt vật lý so với phần còn lại của nhà thờ. Điều này có thể được thực hiện thông qua một cấu trúc cố định như iconostasis, vách ngăn, lan can bàn thờ, hoặc rèm có thể được kéo lại vào những thời điểm trang trọng hơn của nghi lễ (như trong Nhà thờ Tông đồ Armenia và Nhà thờ Công giáo Armenia). Hoặc đơn giản chỉ bằng cách sắp xếp kiến trúc chung. Bàn thờ thường được đặt ở một vị trí cao hơn so với phần còn lại của nhà thờ.
Thông thường, các nhà thờ chỉ có một bàn thờ. Tuy nhiên, ở các nhánh Kitô giáo phương Tây, do trước đây đã bỏ việc cử hành Thánh lễ đồng tế, khiến các linh mục thường cử hành Thánh lễ riêng lẻ, các nhà thờ lớn hơn có thể có một hoặc nhiều nhà nguyện phụ, mỗi nhà nguyện có bàn thờ riêng. Bàn thờ chính của nhà thờ thường được gọi là "bàn thờ cao". Từ khi việc cử hành Thánh lễ đồng tế được hồi sinh ở phương Tây, Sách lễ Rôma khuyến nghị rằng trong các nhà thờ mới chỉ nên có một bàn thờ. Bàn thờ này sẽ biểu thị cho một Chúa Kitô và một Bí tích Thánh Thể của Giáo hội trong cộng đoàn tín hữu. Theo khuyến nghị của Sách lễ Rôma, các nhà thờ mới chỉ nên có một bàn thờ duy nhất trong phần thân chính của nhà thờ. Điều này nhằm biểu thị một Chúa Kitô và một Bí tích Thánh Thể của Giáo hội. Tuy nhiên, hầu hết các nhà thờ phương Tây thời kỳ trước đó, dù là Công giáo Rôma hay Anh giáo, đều có thể có một bàn thờ cao ở phần thân chính của nhà thờ, với một hoặc nhiều nhà nguyện phụ, mỗi nhà nguyện có bàn thờ riêng. Các bàn thờ này thường được sử dụng để cử hành Thánh Thể vào các ngày trong tuần.
Về kiến trúc, có hai loại bàn thờ: Bàn thờ gắn tường phía đông của cung thánh được tìm thấy trong các nhà thờ cũ hơn và được gắn chặt vào tường phía đông của cung thánh. Bàn thờ độc lập thường được tìm thấy trong các nhà thờ mới hơn và có thể được di chuyển xung quanh.

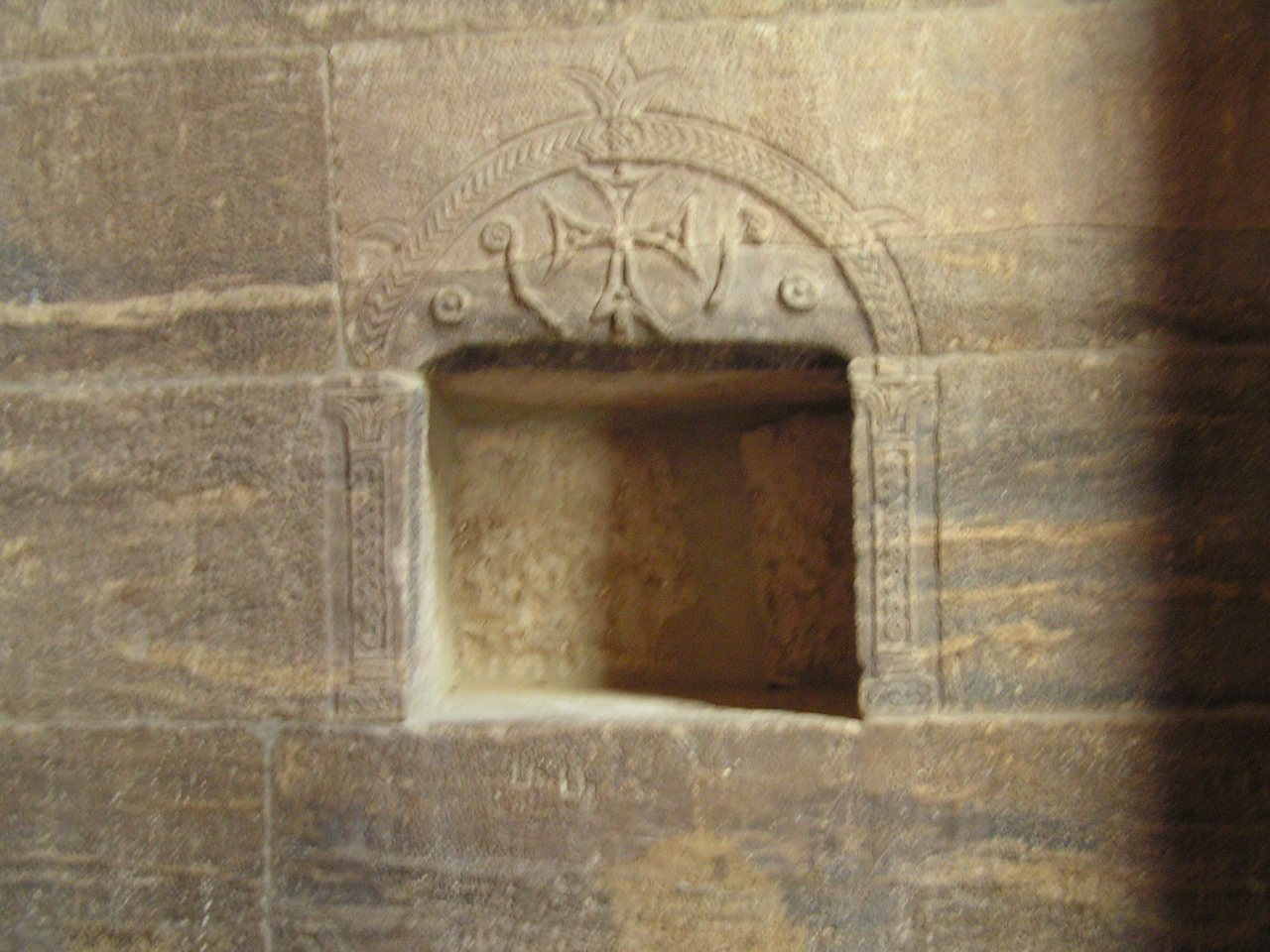
Bàn thờ Coptic cổ đại được chạm khắc trên tường Đền Isis trên đảo Philae ở Ai Cập.

Trong những ngày đầu của Giáo hội, Thánh Thể được cử hành trên các bàn thờ di động. Trong thời kỳ bách hại, các Kitô hữu thường tụ tập trong các hang mộ ở Rome để cử hành Thánh Thể. Họ sử dụng các quan tài của các vị tử đạo làm bàn thờ. Việc này được cho là nguồn gốc của truyền thống đặt di tích dưới bàn thờ.
Sau khi Kitô giáo được hợp pháp hóa dưới thời Constantine Đại đế và Licinius vào năm 313, các nhà thờ chính thức được xây dựng với số lượng lớn ở khắp nơi trên đế chế La Mã. Các nhà thờ này thường có các bàn thờ độc lập ở giữa khu bảo tồn, nơi cử hành Thánh Thể. Trong tất cả các nhà thờ sớm nhất được xây dựng ở Rome, khu bảo tồn này nằm ở đầu phía tây của nhà thờ. Sau khi Kitô giáo được hợp pháp hóa ở Rome vào thế kỷ thứ 4, các tín đồ Thiên Chúa giáo bắt đầu xây dựng nhà thờ với số lượng lớn. Họ thường đặt khu bảo tồn ở phía tây của tòa nhà, mô phỏng theo khu bảo tồn của Đền thờ Jerusalem.
Mặc dù trong thời gian của Đền thờ Jerusalem, Thượng tế thực sự quay mặt về hướng đông khi dâng hiến vào ngày Yom Kippur, nhưng khu bảo tồn mà ông ta đứng lại nằm ở phía tây của Đền thờ. Việc sao chép bố cục và hướng của Đền thờ Jerusalem của Kitô giáo đã giúp kịch tính hóa ý nghĩa tận thế gắn liền với cái chết hy sinh của Chúa Giê-su, Thượng tế tối cao trong Thư gửi tín đồ Do Thái. Các thừa tác viên (giám mục, linh mục, phó tế, tiểu phó tế, thừa tác viên) cử hành Thánh Thể quay mặt về hướng đông, hướng về phía lối vào. Một số người cho rằng đối với phần trung tâm của buổi cử hành, hội chúng cũng quay mặt theo cách tương tự. Sau thế kỷ thứ 6, hướng ngược lại chiếm ưu thế, với lối vào ở phía tây và bàn thờ ở phía đông. Sau đó, các thừa tác viên và hội chúng đều quay mặt về hướng đông trong suốt buổi cử hành; và ở Tây Âu, các bàn thờ bắt đầu được đặt cố định vào tường phía đông của cung thánh vào thời Trung cổ.

### Trong các nhà thờ Kitô giáo Tây phương

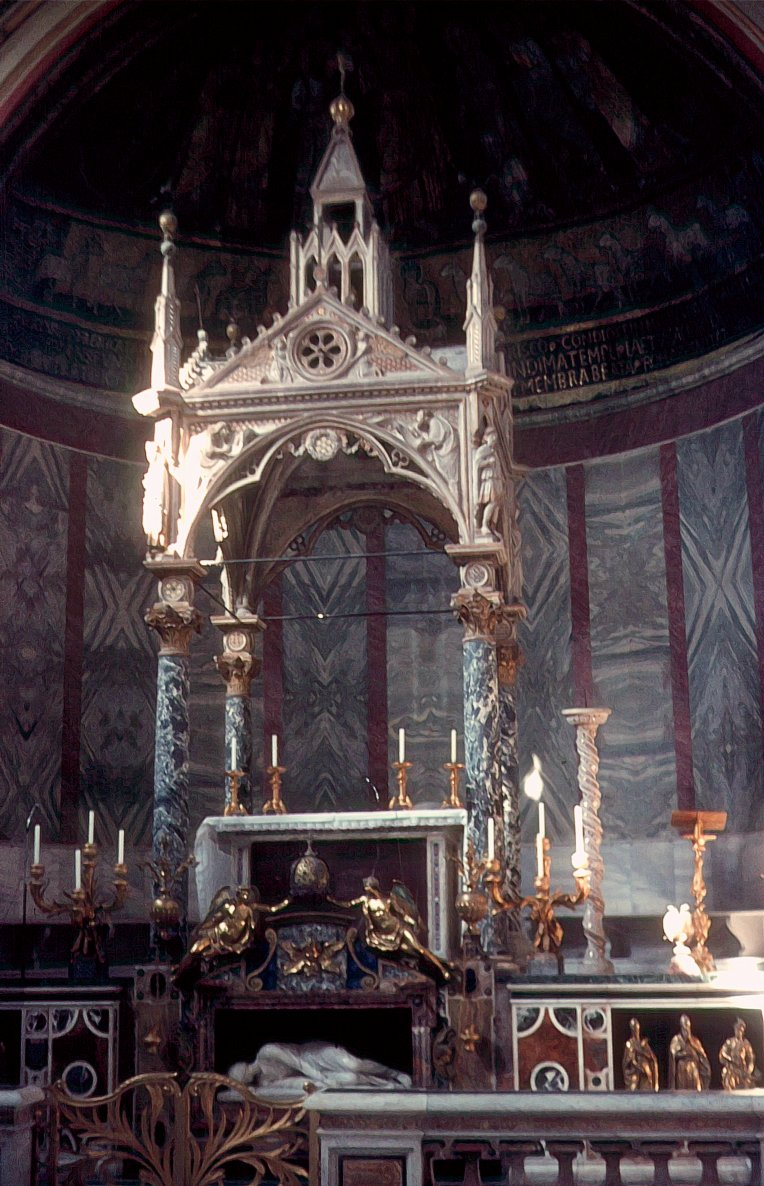
Bàn thờ Santa Cecilia ở Trastevere với bình thánh

Hầu hết các Luật chữ đỏ, ngay cả trong các sách thuộc thế kỷ XVII và sau đó, đều quy định rằng bàn thờ phải là một cấu trúc độc lập. Nghi thức Thánh hiến nhà thờ cũng giả định rằng giám mục chủ tế có thể đi vòng quanh bàn thờ trong thánh lễ cung hiến nhà thờ cùng với bàn thờ.
Hầu như trong tất cả các trường hợp, hướng cầu nguyện về phía đông đều được duy trì, bất kể bàn thờ ở phía tây hay phía đông của nhà thờ. Sự đa dạng này được công nhận trong các nghi thức của Sách Lễ Rôma từ ấn bản tiêu biểu năm 1604 của Giáo hoàng Clement VIII đến ấn bản năm 1962 của Giáo hoàng Gioan XXIII: "Si altare sit ad orientem, versus populum, celebrans versa facie ad populum, non vertit humeros ad altare, cum dicturus est Dóminus vobiscum, Oráte, fratres, Ite, missa est, vel daturus benedictionem ..." (n.đ. 'Nếu bàn thờ được đặt ad orientem, tức là quay mặt về phía cộng đoàn, thì vị chủ tế, khi ấy đang đứng quay về phía cộng đoàn, không quay mặt về phía bàn thờ để nói Dominus vobiscum ["Chúa ở cùng anh chị em"], Orate, fratres ["Anh chị em hãy cầu nguyện"], và Ite, missa est ["Lễ xong, chúc anh chị em đi bình an], hay khi chuẩn bị ban phép lành, ...').
Từ thời xa xưa, các bàn thờ Công giáo thường được đặt sát tường hoặc chạm vào tường, và được trang trí bằng một bức reredos hoặc một bàn thờ phía trên. Trong trường hợp các bàn thờ đứng tự do, chúng có thể được đặt bên trong một bình thánh (đôi khi được gọi là baldachin), như trong Kitô giáo phương Đông.

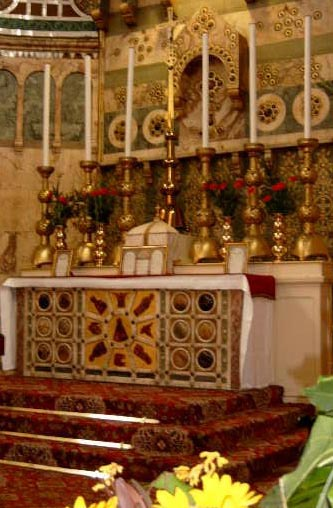
Bàn thờ của Nhà thờ Đại học Newman, Dublin, với một bệ đỡ bàn thờ chiếm phần không gian duy nhất giữa bàn thờ và bức tường.

Theo các quy tắc hiện hành của phụng vụ nghi lễ Rôma, bàn thờ chính nên được đặt tự do, nếu có thể. Trước thế kỷ 20, các quy tắc của Sách Cầu nguyện chung Anh giáo quy định rằng bàn thờ phải được cố định vào tường. Tuy nhiên, việc sửa đổi Sách Cầu nguyện chung trong thế kỷ 20 đã loại bỏ quy định này, cho phép các nhà thờ Anh giáo lựa chọn kiểu bàn thờ mà họ muốn.
Ngoài bàn thờ cố định, ở phương Tây, người ta còn sử dụng đá bàn thờ di động. Đá bàn thờ này có thể được mang theo khi đi du lịch, hoặc được đặt lên bàn thờ cố định để cử hành Thánh lễ. Trong trường hợp thứ hai, đá bàn thờ được coi là bàn thờ về mặt phụng vụ.
Ngày nay, thuật ngữ "bàn thờ di động" được sử dụng để chỉ một bàn thờ kết cấu đầy đủ kích thước, có hoặc không có đá bàn thờ được lắp vào, có thể được di chuyển đến bất kỳ vị trí nào trong nhà thờ.(298)
Bàn thờ di động là loại bàn thờ có thể được di chuyển, bao gồm các bàn gỗ độc lập không có đá bàn thờ, được đặt trong dàn hợp xướng cách xa tường phía đông. Loại bàn thờ này thường được sử dụng trong các nhà thờ theo truyền thống Cải cách, những nhà thờ không tập trung vào việc thờ cúng Thánh Thể. Bàn thờ di động cũng có thể được tìm thấy trong các truyền thống nhà thờ thấp, những nhà thờ không thường xuyên cử hành Thánh Thể. Cả Công giáo và Tin lành đều cử hành Thánh Thể tại các bàn thờ di động, kể cả ngoài trời hoặc trong hội trường.

#### Giáo hội Công giáo

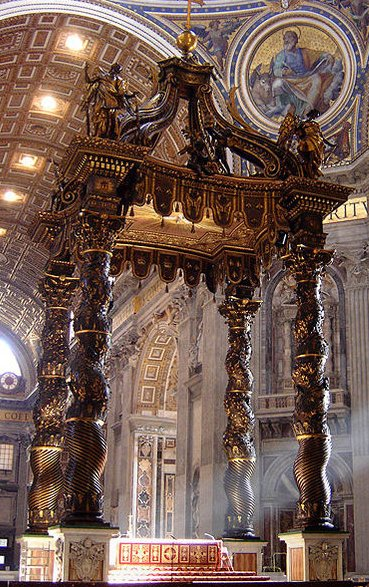
Bàn thờ cao của Vương cung thánh đường Thánh Phêrô, Rome

Các Giáo hội Công giáo Đông phương đều có truyền thống riêng, thường tương tự với các Giáo hội Chính thống Đông phương hoặc Chính thống Phương Đông. Tất cả các Giáo hội Kitô đều coi bàn thờ nơi Thánh Thể được cử hành là "bàn ăn của Chúa" (trapeza Kyriou) được Thánh Phaolô nhắc đến. Các quy tắc được nêu ở đây là của Giáo hội Latinh.
Giáo hội Latinh phân biệt giữa bàn thờ cố định và bàn thờ di động. Bàn thờ cố định được gắn vào sàn nhà, trong khi bàn thờ di động có thể di chuyển được. Giáo hội Latinh khuyến khích các nhà thờ có bàn thờ cố định, vì điều này tượng trưng rõ ràng và lâu dài hơn cho Chúa Giêsu Kitô, Đấng là Đá Sống. Ở những nơi khác được dành riêng cho các lễ kỷ niệm thiêng liêng, bàn thờ có thể được di chuyển.(298)

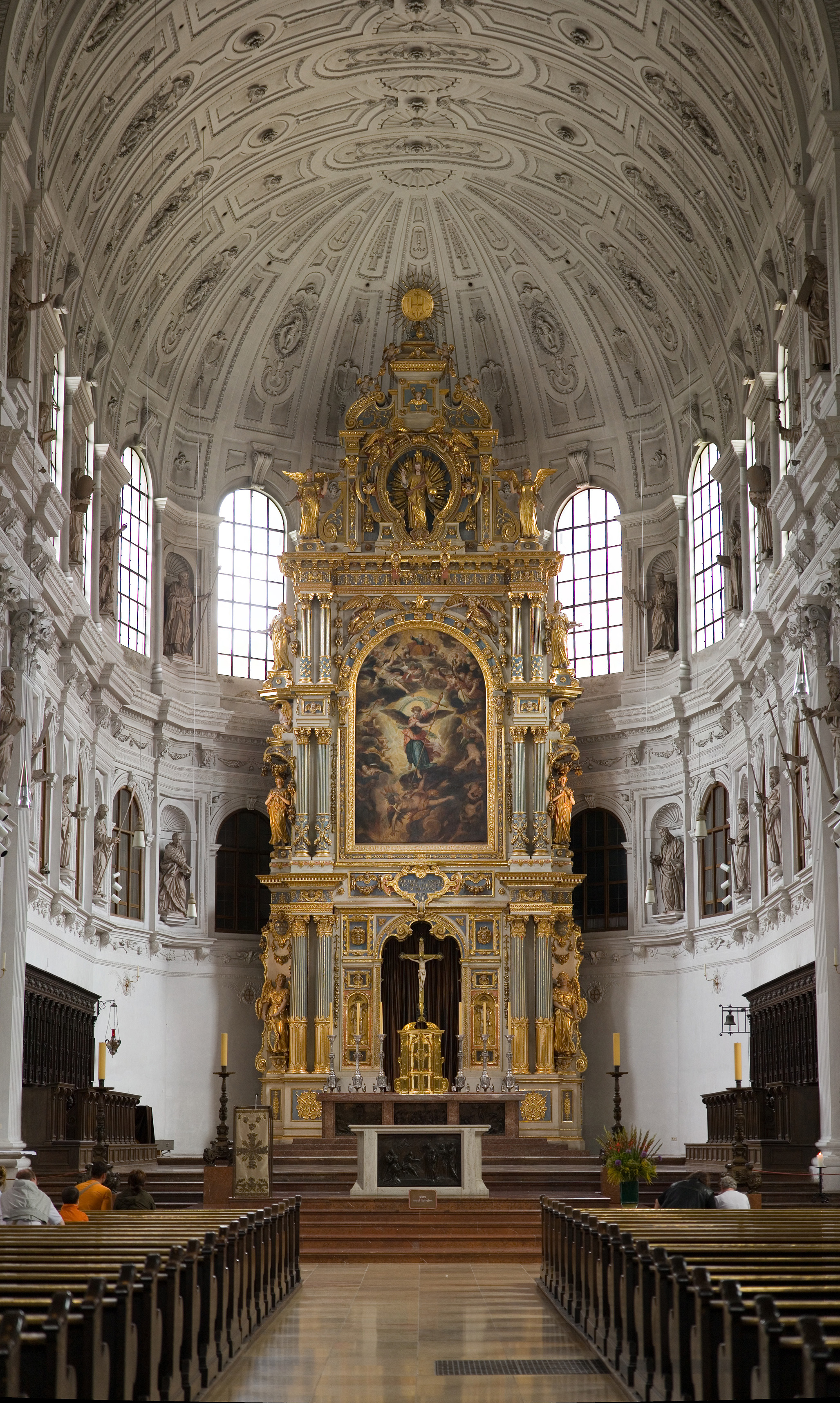
Bàn thờ cao của Nhà thờ Thánh Michael, Munich, bị che khuất bởi một bức tường reredos khổng lồ

Bàn thờ cố định thường được phủ bằng một tấm đá tự nhiên, tuân theo truyền thống và ý nghĩa của bàn thờ. Tuy nhiên, ở nhiều nơi, gỗ nguyên khối chắc chắn, được chế tạo khéo léo cũng được sử dụng. Chân đế hoặc đế của bàn thờ cố định có thể làm từ bất kỳ vật liệu chắc chắn nào. Bàn thờ di động có thể làm từ bất kỳ vật liệu rắn chắc, quý phái nào phù hợp cho mục đích phụng vụ.(301)
Các quy tắc phụng vụ nêu rõ:
Việc duy trì truyền thống của phụng vụ Rôma là đặt di tích của các vị tử đạo hoặc các thánh khác bên dưới bàn thờ là điều hợp lý. Tuy nhiên, cần lưu ý những điều sau đây:
(a) Di tích được dự định để đặt bên dưới bàn thờ phải đủ lớn để có thể nhận ra chúng là các bộ phận của cơ thể người. Do đó, không được đặt các di tích quá nhỏ của một hoặc nhiều vị thánh.
(b) Phải hết sức cẩn thận để xác định xem các di tích dự định đặt bên dưới bàn thờ có xác thực hay không. Thà một bàn thờ được cung hiến mà không có di tích còn hơn là có những di tích có độ tin cậy đáng ngờ được đặt bên dưới nó.
(c) Hòm đựng thánh tích không được đặt trên bàn thờ hoặc trong mặt bàn thờ; nó phải được đặt bên dưới mặt bàn thờ, tùy theo thiết kế của bàn thờ.

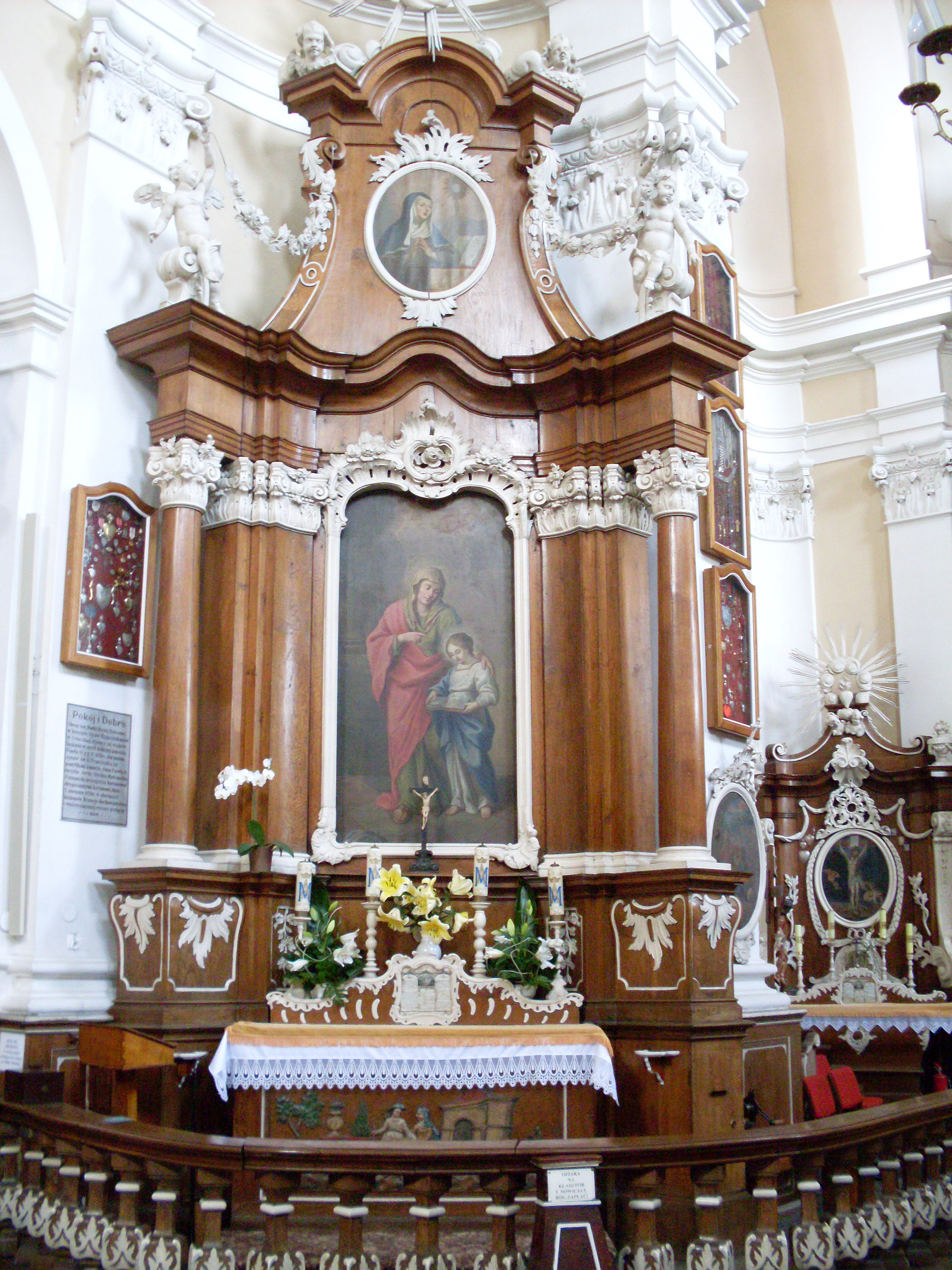
Nhà thờ Thánh Valentine - bàn thờ Đức Mẹ Sầu Bi và Hài nhi ở Osieczna, Ba Lan

Quy tắc cuối cùng này rõ ràng loại trừ việc đặt thánh tích vào một hốc được tạo ra đặc biệt trong bàn thờ hoặc đá bàn thờ, một thông lệ vẫn tồn tại trong những thế kỷ gần đây. Việc đặt thánh tích ngay cả ở chân đế của bàn thờ di động cũng bị loại trừ.
"Khi xây dựng các nhà thờ mới, nên dựng một bàn thờ duy nhất, một bàn thờ mà trong sự tập trung của các tín hữu sẽ biểu thị một Chúa Kitô và một Bí tích Thánh Thể của Giáo hội. Tuy nhiên, ở những nhà thờ đã có sẵn, khi bàn thờ cũ được đặt ở vị trí khiến việc tham gia của mọi người trở nên khó khăn nhưng không thể di chuyển mà không làm hỏng giá trị nghệ thuật, một bàn thờ cố định khác, được làm khéo léo và được cung hiến đúng cách, nên được dựng lên và các nghi lễ thiêng liêng chỉ được cử hành trên đó. Để sự chú ý của các tín hữu không bị phân tán khỏi bàn thờ mới, bàn thờ cũ không nên được trang trí theo cách đặc biệt nào."(303) Bàn thờ, dù cố định hay di động, theo nguyên tắc nên tách biệt với tường để dễ dàng đi quanh và cử hành Thánh lễ hướng về phía mọi người. Nó nên được định vị sao cho trở thành trung tâm chú ý tự nhiên của toàn thể hội chúng.(299)
Bàn thờ nên được phủ ít nhất một tấm vải trắng, và không được đặt gì khác trên bàn thờ ngoài những thứ cần thiết cho việc cử hành phụng vụ. Khay nến và cây thánh giá, khi cần thiết, có thể đặt trên bàn thờ hoặc gần bàn thờ, và điều đáng mong muốn là cây thánh giá vẫn ở lại ngay cả bên ngoài các buổi cử hành phụng vụ.(304-308)

#### Nhà thờ Tin Lành

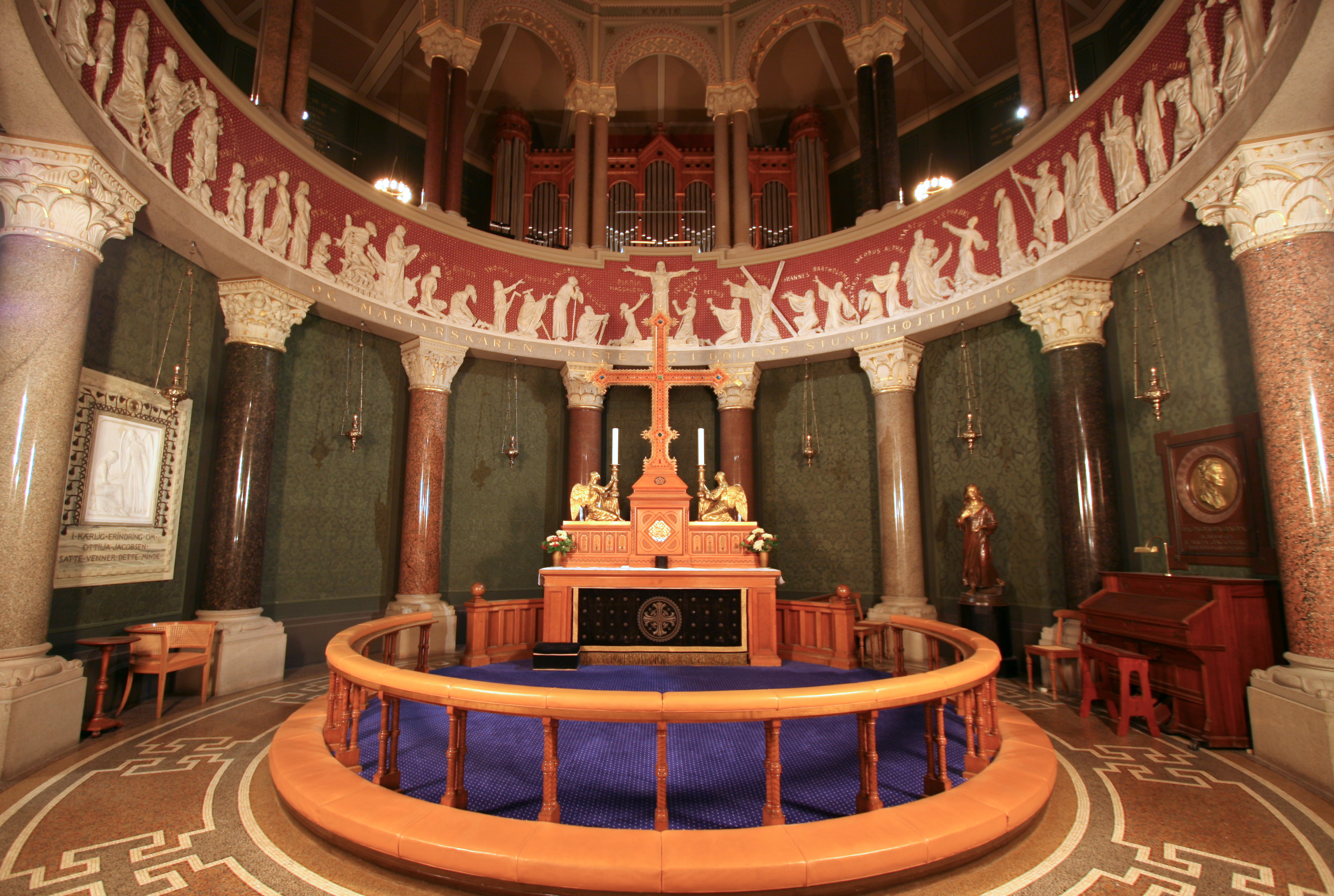
Bàn thờ nhà thờ Jesus Lutheran ở Valby, Copenhagen

Có rất nhiều loại bàn thờ khác nhau tồn tại trong các giáo phái Tin lành. Một số Giáo hội, chẳng hạn như Giáo hội Lutheran, có bàn thờ rất giống với bàn thờ của Anh giáo hoặc Công giáo, phù hợp với quan niệm của họ về Bữa Tiệc Ly của Chúa. Các nhà thờ Calvinist từ các nền tảng Reformed, Baptist, Congregational và Non-denominational thay vào đó có một Bàn Tiệc Thánh được trang trí bằng khăn vải lanh, cũng như một Kinh Thánh mở và một cặp chân nến; nó không được gọi là bàn thờ bởi vì họ không coi Bí tích Thánh Thể là sự hy sinh theo bất kỳ cách nào. Một bàn như vậy có thể là tạm thời: Chỉ được di chuyển vào vị trí khi có Lễ Tiệc Thánh. Một số nhà thờ không thuộc giáo phái không có bàn thờ hoặc bàn Tiệc Thánh, ngay cả khi họ vẫn giữ lại việc thực hành "lời kêu gọi trên bàn thờ" có nguồn gốc từ Giáo hội Giám Lý.

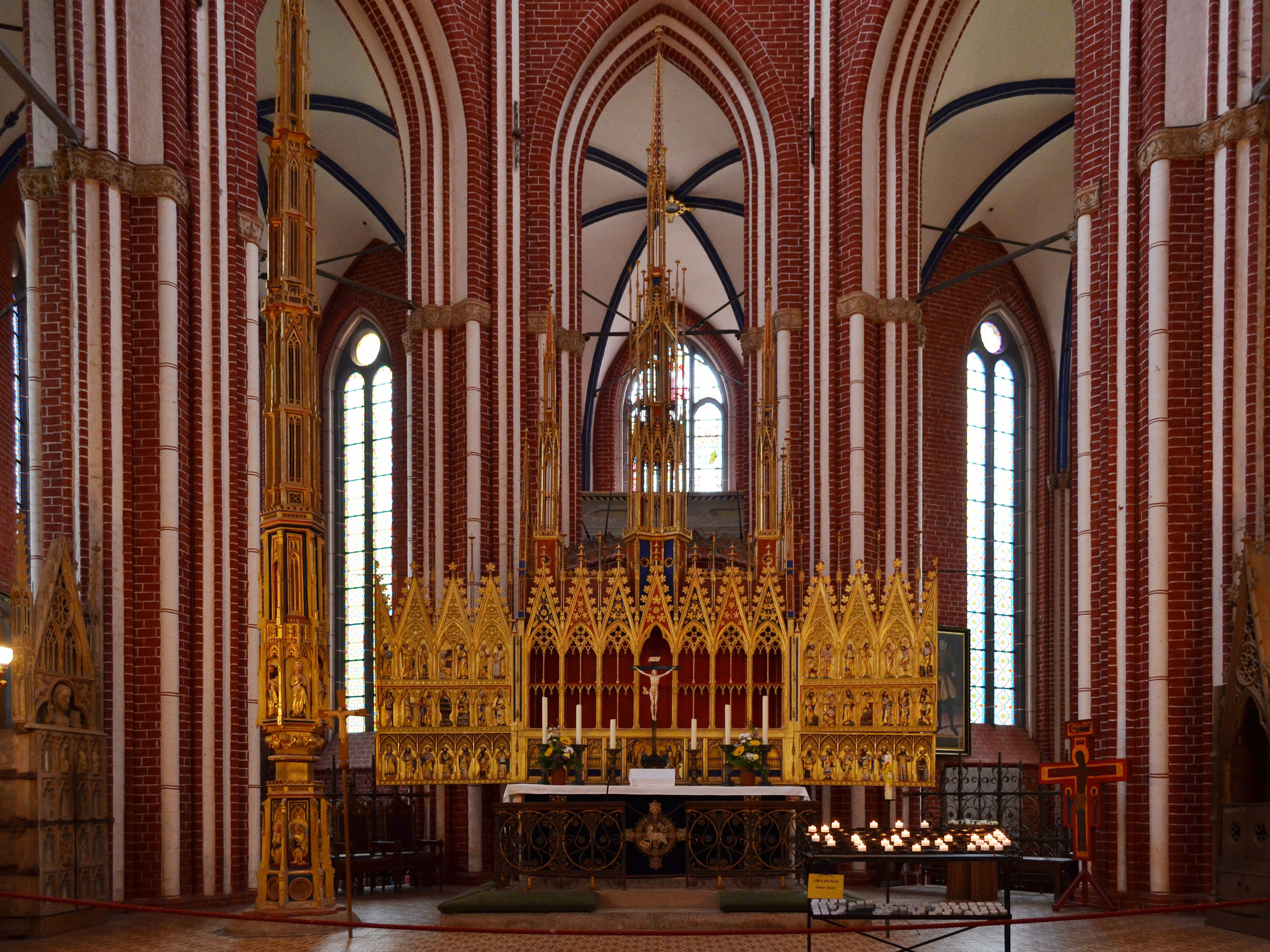
Bàn thờ Lutheran ở Bad Doberan Minster

Một số nhà thờ Giám Lý và các nhà thờ Tin lành khác thực hành điều được gọi là "lời kêu gọi trên bàn thờ", trong đó những người muốn thực hiện một cam kết tâm linh mới với Chúa Giê-su Christ được mời lên phía trước công khai. Nó được đặt tên như vậy vì những người cầu nguyện, vào cuối bài giảng, quỳ gối tại lan can bàn thờ, nằm xung quanh bàn thờ trong khu vực tụng kinh. Những người bước lên thường sẽ đọc kinh cầu nguyện của tội nhân, mà theo cách hiểu của Tin lành, nếu thực sự chân thành sẽ cho thấy rằng họ giờ đã được "cứu rỗi". Họ cũng có thể được cung cấp tài liệu tôn giáo, tư vấn hoặc hỗ trợ khác. Nhiều lần người ta nói rằng những người bước đến sẽ được "cứu rỗi". Đây là một nghi thức mà người cầu nguyện cầu nguyện ăn năn (xin tha thứ cho tội lỗi của họ) và đức tin (được gọi trong Kitô giáo Tin lành là "chấp nhận Chúa Giê-su Christ là Chúa và Cứu Chúa cá nhân của họ").

##### Nhà thờ Lutheran
Bàn thờ trong các nhà thờ Lutheran thường giống với bàn thờ trong các nhà thờ Công giáo La Mã và Anh giáo. Người Luther tin rằng bàn thờ tượng trưng cho Chúa Kitô và chỉ nên được sử dụng để thánh hiến và phân phối Thánh Thể. Bàn thờ Lutheran thường được làm bằng đá hoa cương, nhưng cũng có thể sử dụng các vật liệu khác. Một cây thánh giá được đặt phía trên bàn thờ. Đôi khi thánh tích cũng được đặt xung quanh bàn thờ.

### Nghi thức Kitô giáo phương Đông

#### Byzantine Rite

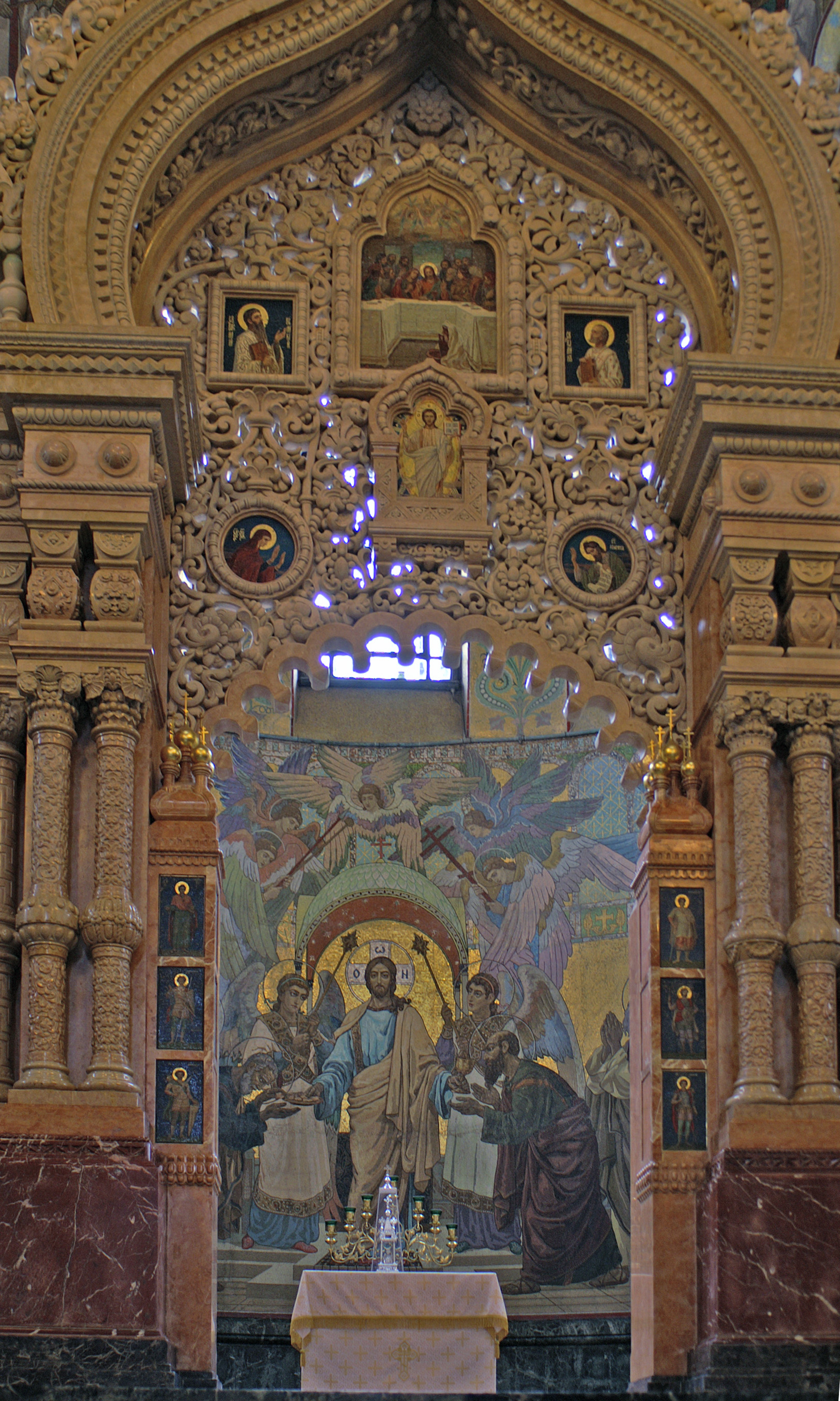
Bàn thờ chính thống giáo truyền thống của Nga (altar), Nhà thờ Cứu thế trên Máu, St. Petersburg

Trong tiếng Hy Lạp, từ βωμός (bômós) có thể chỉ bàn thờ của bất kỳ tôn giáo nào hoặc, theo nghĩa rộng hơn, khu vực xung quanh bàn thờ; tức là, toàn bộ khu vực thánh địa.
Bàn thờ (bàn thánh) của cả Chính thống giáo Đông phương và Công giáo Đông phương Byzantine thường được đặt độc lập. Tuy nhiên, trong các thánh thất rất nhỏ, nó có thể được đặt sát vào tường phía sau vì lý do không gian. Bàn thờ thường cao khoảng một mét và được làm bằng gỗ hoặc đá. Kích thước chính xác có thể thay đổi, nhưng nó thường có mặt bằng hình vuông và tỷ lệ hợp lý với kích thước của thánh địa. Bàn thờ có năm chân: một chân ở mỗi góc cộng với một trụ cột trung tâm để hỗ trợ các di tích được đặt trong đó khi nó được thánh hiến. Bàn thờ được phủ một tấm vải lanh trơn. Tấm vải này được buộc vào bàn thờ bằng dây và không bao giờ được gỡ bỏ sau khi bàn thờ được thánh hiến. Nó được coi là "áo rửa tội" của bàn thờ, tượng trưng cho sự thanh tẩy và tái sinh.
Chữ lanh bao phủ tượng trưng cho tấm vải liệm mà thi thể Chúa Kitô được quấn khi Ngài được đặt trong mộ. Vì bàn thờ không bao giờ được nhìn thấy không được che phủ kể từ đó, nên bàn thờ có xu hướng được thiết kế với độ bền chắc hơn là tính thẩm mỹ. Phía trên lớp phủ đầu tiên này là một tấm vải phủ bàn thờ trang trí thứ hai (Indítia), thường được làm bằng vải gấm có màu sắc phụng vụ có thể thay đổi theo mùa lễ hội. Lớp phủ bên ngoài này thường kéo dài đến sàn nhà và tượng trưng cho sự vinh quang của Ngôi Chúa.

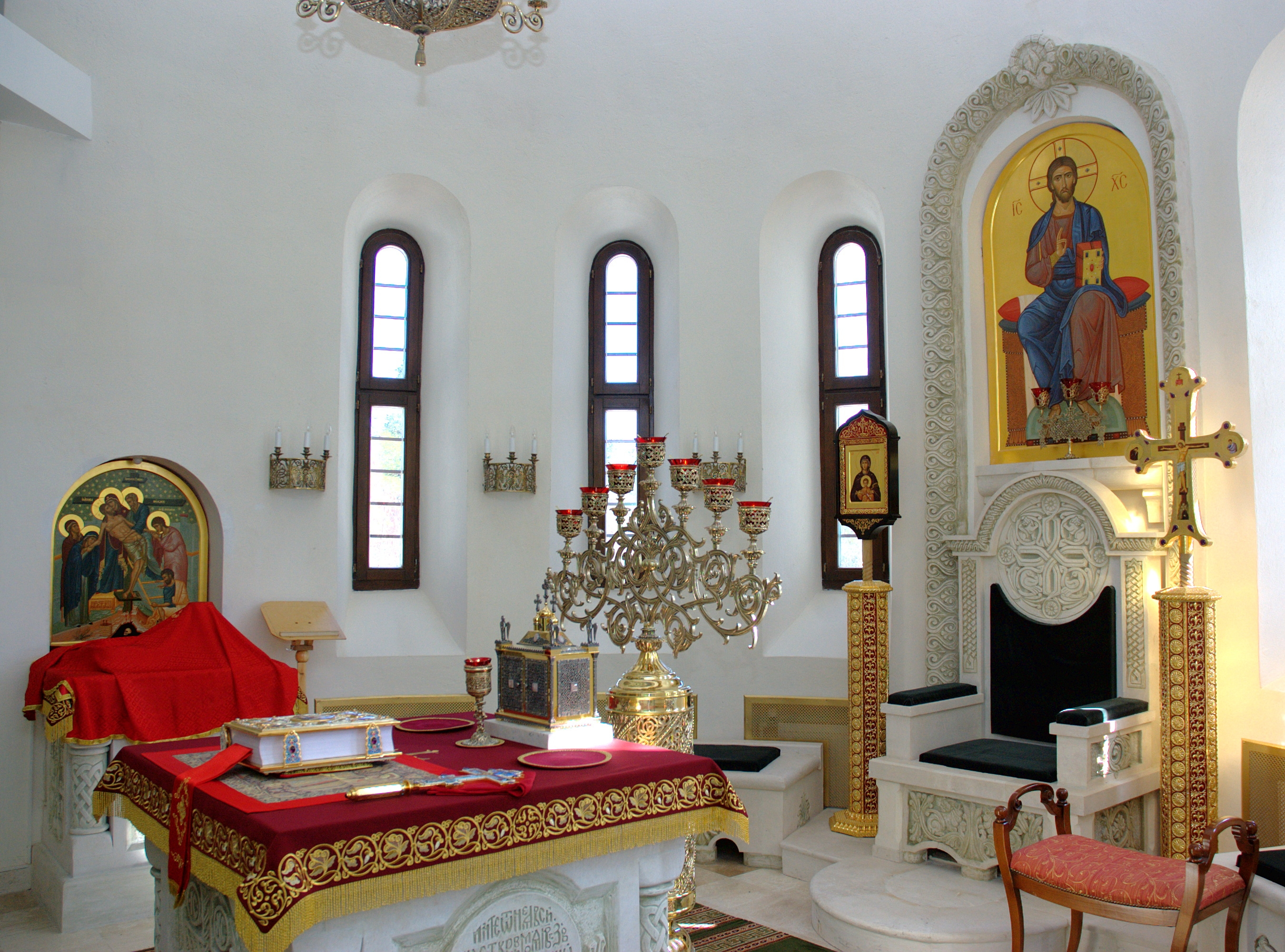
Nơi Thánh (đền thờ) trong nhà thờ của Skete Thánh Vladimir tại Tu viện Valaam là một không gian linh thiêng dành riêng cho việc thờ phượng và cầu nguyện. Nơi này được trang trí trang trọng với các biểu tượng tôn giáo, tranh vẽ và ánh sáng dịu nhẹ.

Bàn Thánh chỉ được chạm vào bởi các thành viên được phong chức của hàng giáo sĩ cao cấp và không được đặt bất cứ thứ gì lên đó nếu bản thân nó không được thánh hiến hoặc là một vật được tôn kính.
Thay vì lớp phủ bên ngoài, một số bàn thờ có lớp phủ đặc biệt cố định có thể được trang trí cao, chạm khắc tinh xảo hoặc thậm chí được mạ kim loại quý. Một lớp phủ thổ cẩm nhỏ hơn được sử dụng trên đầu trang này nếu muốn trang trí bàn thờ phản ánh mùa phụng vụ.

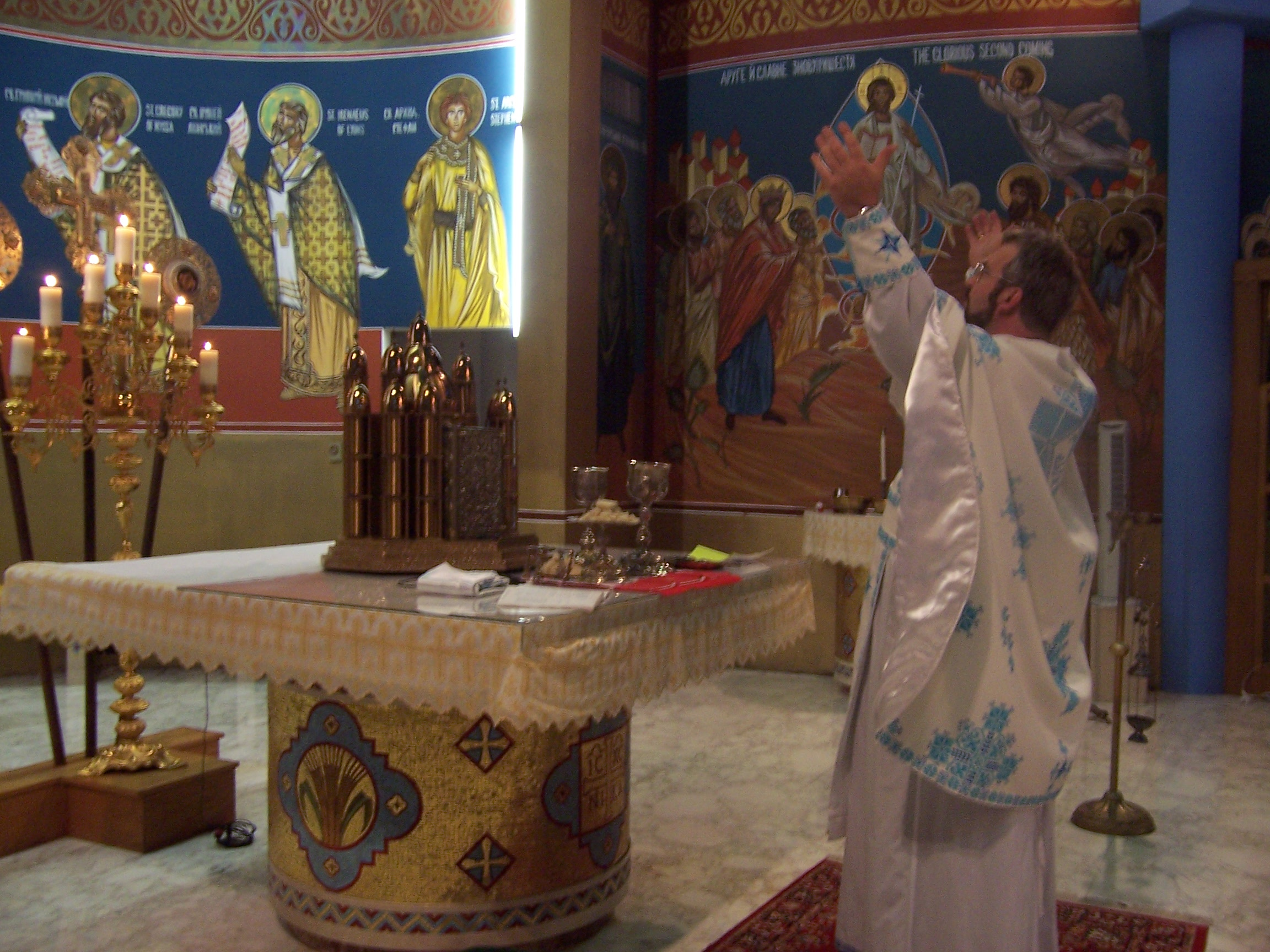
Một bàn thờ Công giáo Byzantine đương đại trong Phụng vụ Thánh tại Nhà thờ Thánh Joseph ở Chicago, Illinois.

Bàn Thánh được sử dụng làm nơi dâng lễ trong việc cử hành Thánh Thể, nơi bánh và rượu được dâng lên cho Chúa Cha và cầu xin Chúa Thánh Thần làm cho Con Ngài là Chúa Giê-su Christ hiện diện trong các Món quà. Đây cũng là nơi mà các giáo sĩ chủ trì đứng trong bất kỳ buổi lễ nào, ngay cả khi không có Thánh Thể nào được cử hành và không có lễ vật nào khác ngoài lời cầu nguyện. Khi linh mục đọc Tin Mừng trong Kinh Nhật Tụng (hoặc Cầu nguyện suốt đêm) vào Chủ nhật, ông đọc nó khi đứng trước Bàn Thánh, bởi vì nó tượng trưng cho Mộ của Chúa Kitô, và các bài học Tin Mừng cho Kinh Nhật Tụng Chủ nhật luôn là một trong những lần Chúa Giê-su phục sinh.

## Ấn Độ giáo

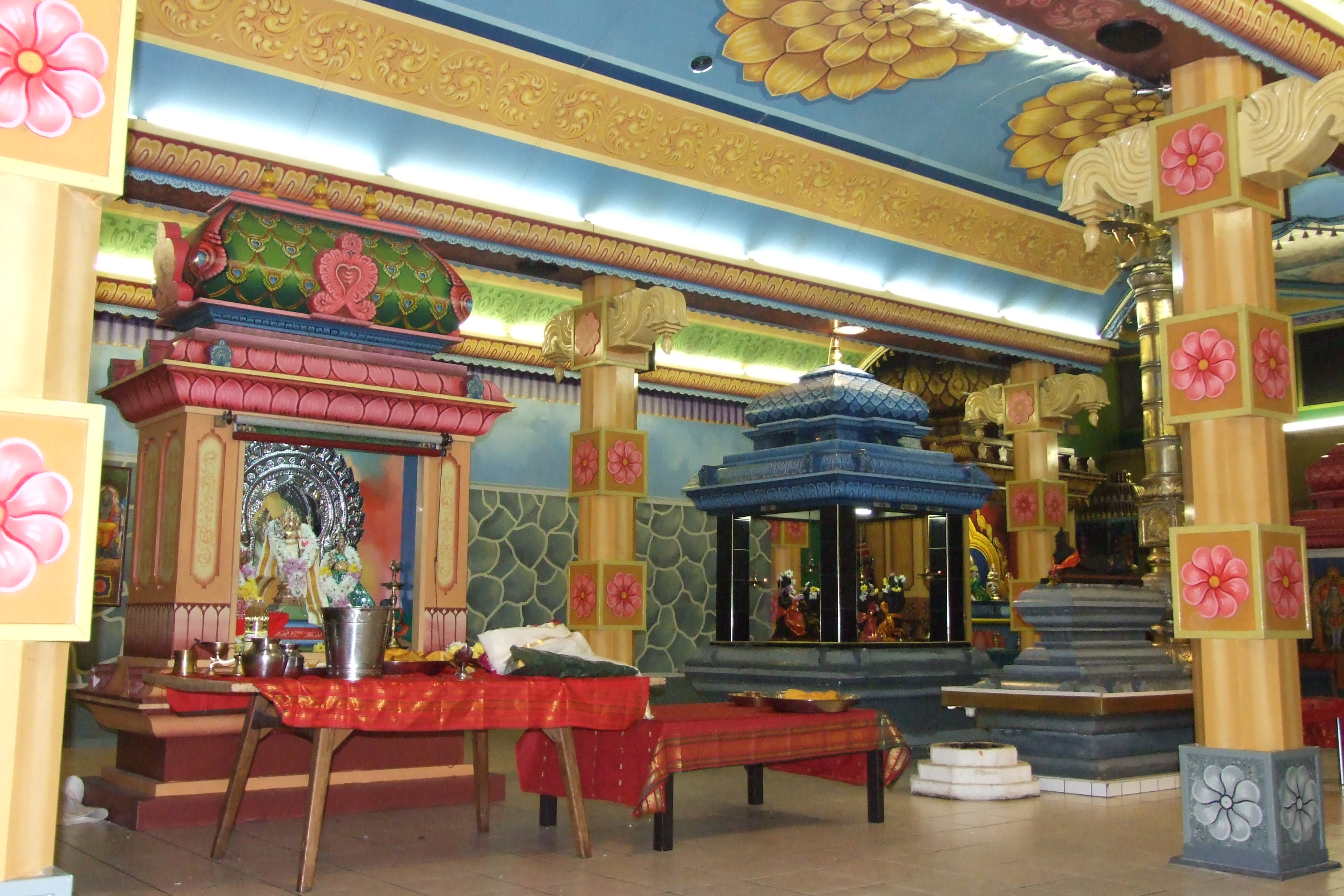
Đền Murugan ở Roermond, Hà Lan

Trong Ấn Độ giáo, các bàn thờ thường chứa hình ảnh hoặc tượng của các vị thần và nữ thần. Các bàn thờ lớn, được trang trí công phu được tìm thấy trong các đền thờ Hindu trong khi các bàn thờ nhỏ hơn được tìm thấy trong nhà và đôi khi cũng trong các cửa hàng và nhà hàng do người Hindu điều hành. Từ chỉ đền thờ là mandir (tiếng Phạn: मन्दिर), bàn thờ như đền thờ được hy vọng.
Trong các đền thờ Nam Ấn, thường mỗi vị thần sẽ có đền thờ riêng, mỗi đền thờ được chứa trong một ngôi nhà thu nhỏ (cụ thể là một mandir). Những ngôi đền này thường nằm rải rác xung quanh khuôn viên đền thờ, với ba ngôi đền chính nằm ở khu vực chính. Tượng thần (murti) được đặt trên một bệ đá trong đền thờ, và một hoặc nhiều ngọn đèn được treo trong đền thờ. Thường có một không gian để đặt khay puja (khay đựng đồ cúng). Ngay bên ngoài ngôi đền chính sẽ có một bức tượng vahana hoặc phương tiện của thần. Các đền thờ có rèm treo trên lối vào và cửa gỗ đóng lại khi các vị thần đang ngủ. Một số đền thờ Nam Ấn có một bàn thờ chính, với nhiều bức tượng được đặt trên đó. 

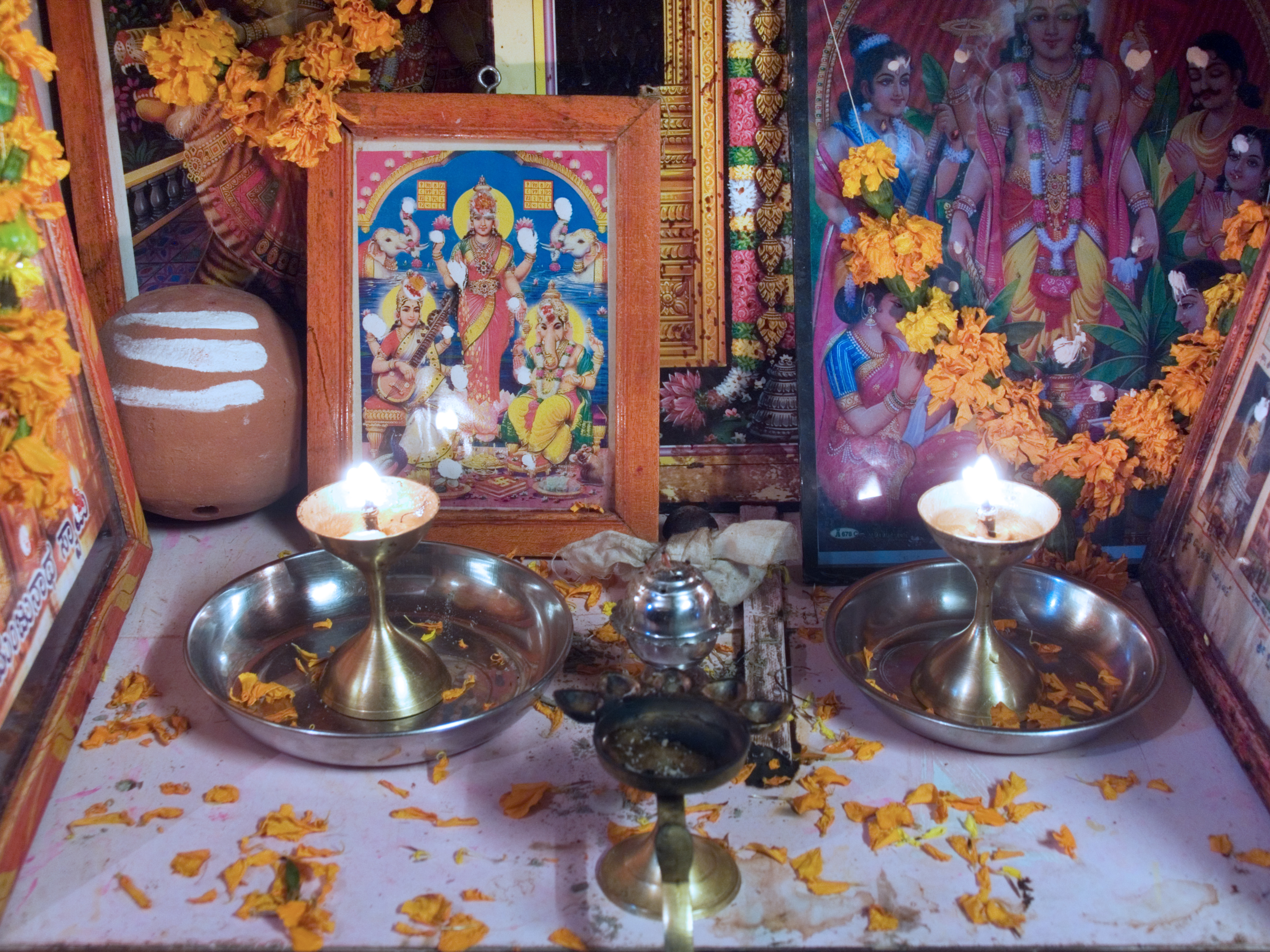
Bàn thờ gia đình ở Ấn Độ

Các đền thờ Bắc Ấn thường có một bàn thờ chính ở phía trước phòng thờ. Trong một số đền thờ, phía trước của căn phòng được ngăn cách bằng tường và có nhiều bàn thờ được đặt trong các hốc. Các bức tượng trên bàn thờ thường là theo cặp, mỗi vị thần với người phối ngẫu của mình (Radha-Krishna, Sita-Rama, Shiva-Parvati). Tuy nhiên, một số vị thần, như Ganesha và Hanuman, được đặt một mình. Các vật dụng nghi lễ như hoa hoặc đèn có thể được đặt trên bàn thờ.
Bàn thờ gia đình có thể đơn giản hoặc cầu kỳ tùy thuộc vào khả năng chi trả của gia chủ. Các bàn thờ lớn, trang trí công phu có thể được mua ở Ấn Độ và các quốc gia có đông người Hindu thiểu số, như Malaysia và Singapore.

## Đạo giáo

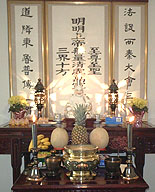
Bàn thờ Ikuantaoist

Bàn thờ Đạo giáo được dựng lên để tôn vinh các vị thần truyền thống và linh hồn của tổ tiên. Bàn thờ Đạo giáo có thể được dựng lên trong đền chùa hoặc trong nhà riêng. Các truyền thống nghiêm ngặt và các giáo phái khác nhau mô tả các vật phẩm được cúng dường và nghi lễ liên quan trong đền thờ, nhưng phong tục dân gian trong nhà thì tự do hơn nhiều.
Các triều đại phong kiến đã xây dựng những bàn thờ khổng lồ gọi là jìtán (祭坛) để thực hiện nhiều nghi lễ cúng tế gọi là jìsì (祭祀). Đền Trời ở Bắc Kinh là một trong số đó.
Hầu hết mọi hình thức tín ngưỡng truyền thống của Trung Quốc đều liên quan đến baibai (拜拜) - cúi đầu về phía bàn thờ, cầm một nén nhang trên tay. (Một số trường phái quy định việc sử dụng ba nén nhang trong tay cùng một lúc.) Việc này có thể được thực hiện tại nhà, hoặc trong chùa, hoặc ngoài trời; bởi một người bình thường, hoặc một chuyên gia (chẳng hạn như một đạo sĩ); và bàn thờ có thể có bất kỳ số lượng thần tượng hoặc bài vị tổ tiên nào. Baibai thường được thực hiện theo một số ngày nhất định của âm lịch / dương lịch (xem lịch Trung Quốc).
Vào những ngày nhất định, thức ăn có thể được bày ra như một vật cúng tế cho các vị thần hoặc linh hồn của người đã khuất. (Xem ví dụ, Lễ Thanh minh và Lễ Vu Lan) Điều này có thể bao gồm gạo, lợn và vịt giết mổ, hoặc trái cây. Một hình thức cúng tế khác liên quan đến việc đốt "vàng mã", với giả định rằng các hình ảnh như vậy bị lửa thiêu rụi sẽ xuất hiện trở lại—không chỉ là hình ảnh, mà là vật phẩm thực—trong thế giới tâm linh, và có sẵn để linh hồn của người đã khuất sử dụng. Trong tín ngưỡng dân gian Đạo giáo, đôi khi gà, chân lợn và đầu lợn được dùng làm đồ cúng. Nhưng trong thực hành Đạo giáo chính thống, lễ vật về cơ bản phải là nhang, nến và đồ chay.

## Phật giáo

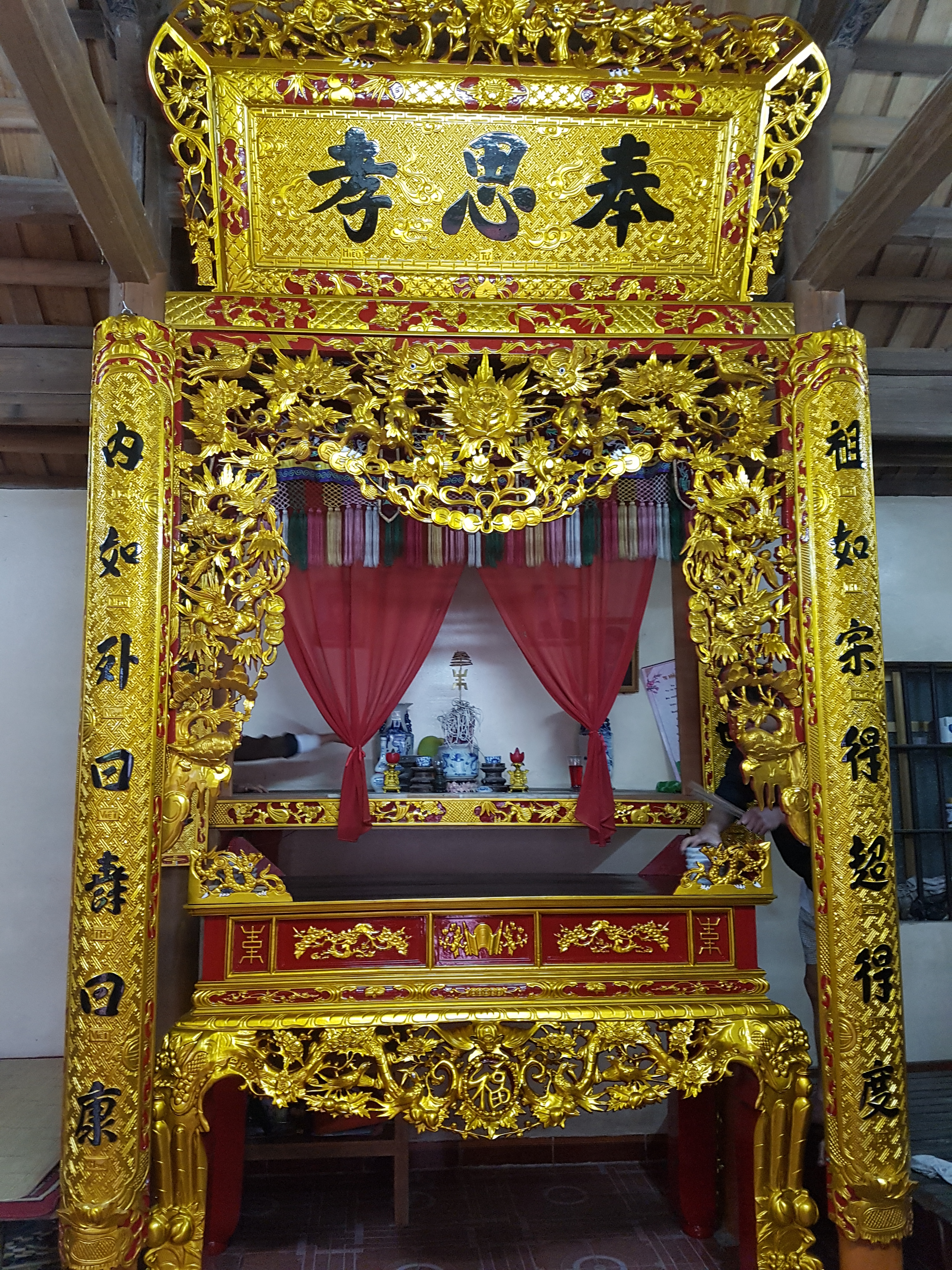
Bàn thờ là một chiếc bàn thờ được sử dụng trong việc thờ cúng tổ tiên và thờ Phật, thần linh trong văn hóa Việt Nam.

Trong các nền văn hóa theo đạo Phật, các kiến trúc như bàn thờ, butsudan hoặc nhà thờ tổ tiên được tìm thấy trong đền thờ hoặc nhà ở. Ở Nhật Bản, butsudan là một tủ gỗ có cửa đóng mở để bảo vệ một hình ảnh tôn giáo của Đức Phật hoặc Bồ tát (thường ở dạng tượng) hoặc một cuộn giấy mandala, được đặt ở nơi danh dự cao nhất và ở trung tâm. Các cánh cửa được mở ra để hiển thị hình ảnh trong các buổi lễ tôn giáo. Tủ thờ butsudan thường chứa các vật dụng tôn giáo phụ trợ—được gọi là butsugu—như chân đèn, lư hương, chuông và bệ đặt đồ cúng như trái cây. Một số giáo phái đặt ihai, bài vị tưởng niệm người thân đã khuất, trong hoặc gần butsudan. Butsudan thường được trang trí bằng hoa.
Bàn thờ butsudan được đặt trong đền thờ hoặc nhà ở như một nơi để thờ cúng Đức Phật, Pháp của Vũ trụ, v.v. Các cuộn giấy (honzon) hoặc tượng được đặt trong butsudan và được cầu nguyện vào buổi sáng và buổi tối. Các thiền sư cũng thiền định trước butsudan.

## Thần đạo
Trong tín ngưỡng Thần đạo, bàn thờ được tìm thấy trong các đền thờ. Có nguồn gốc từ thời cổ đại, himorogi là những không gian linh thiêng tạm thời được dựng lên hoặc "bàn thờ" được sử dụng làm nơi thờ cúng.

## Những nơi cao
Những nơi cao là những khu vực cao nguyên nơi người ta dựng bàn thờ để thờ cúng, với niềm tin rằng chúng gần thiên đường hơn các đồng bằng và thung lũng, và do đó là những nơi thuận lợi hơn để cầu nguyện. Những nơi cao phổ biến ở hầu hết các nền văn hóa cổ đại, và chúng thường đóng vai trò là trung tâm của các nghi lễ tôn giáo.
Những nơi cao trong văn hóa Israel và Canaan là những đền thờ ngoài trời, thường được dựng trên một địa điểm cao. Trước khi người Israel chinh phục Canaan vào thế kỷ 12-11 trước Công nguyên, những nơi cao này từng là nơi thờ phụng các vị thần sinh sản Canaan, bao gồm các Baal (Chúa tể) và các Asherah (nữ thần Semite). Ngoài bàn thờ, còn có matzevot (trụ đá tượng trưng cho sự hiện diện của thần thánh) được dựng lên.

## Pagan giáo hiện đại
Trong cộng đồng Pagan giáo hiện đại, các nghi lễ được thực hành rất đa dạng, từ hình thức dung hợp kết hợp nhiều yếu tố tín ngưỡng khác nhau, đến hình thức tái thiết đa thần với mục tiêu phục dựng chính xác các nghi thức cổ xưa. Bàn thờ là một phần quan trọng trong các nghi lễ này. Chúng có thể được làm từ nhiều vật liệu khác nhau, từ những vật liệu đơn giản như đá thô, đến những vật liệu tinh xảo hơn như gỗ quý.

## Hình ảnh

Bàn thờ thời cổ đại
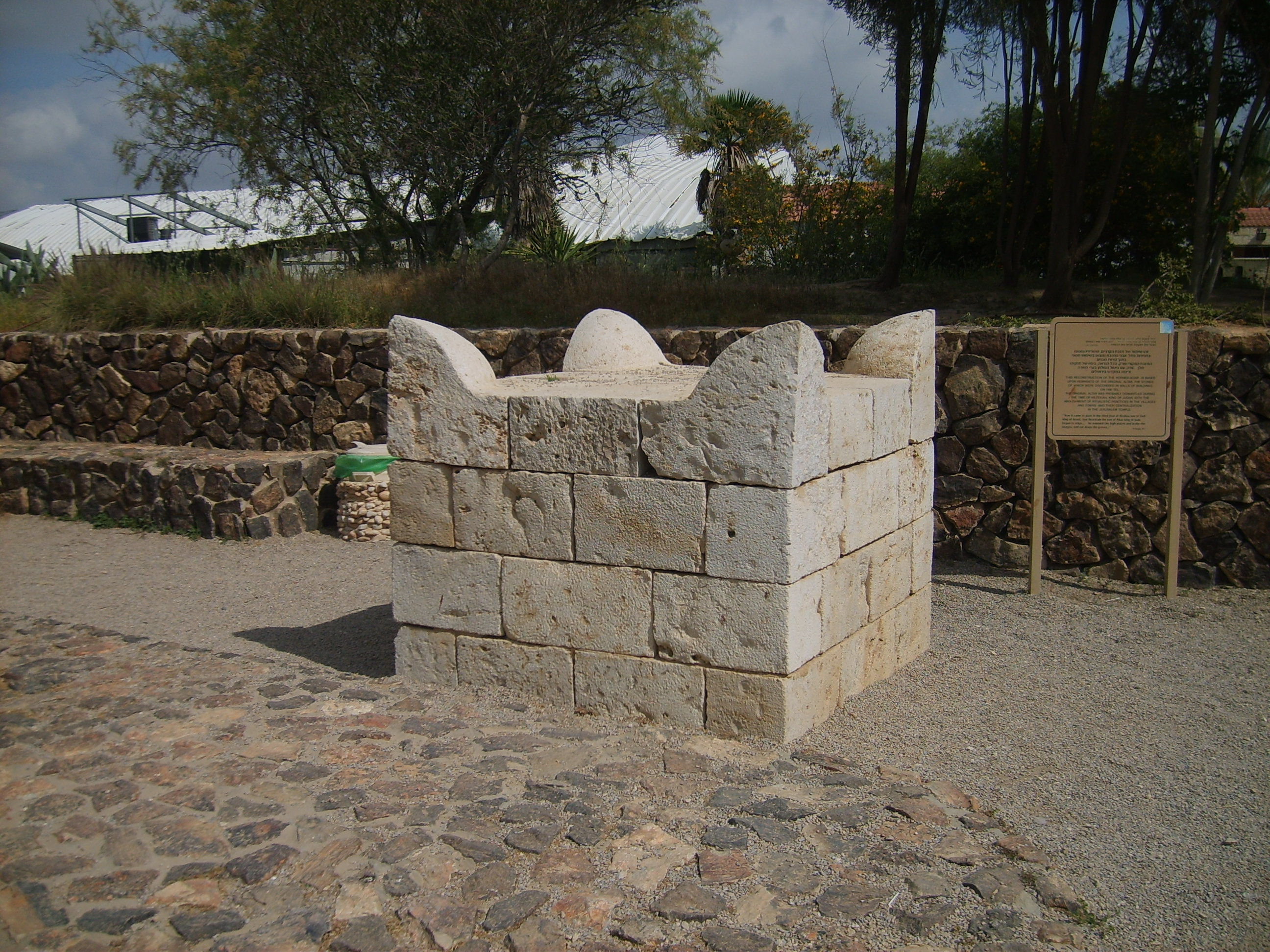
Bàn thờ có sừng ở Tel Be'er Sheva, Israel.
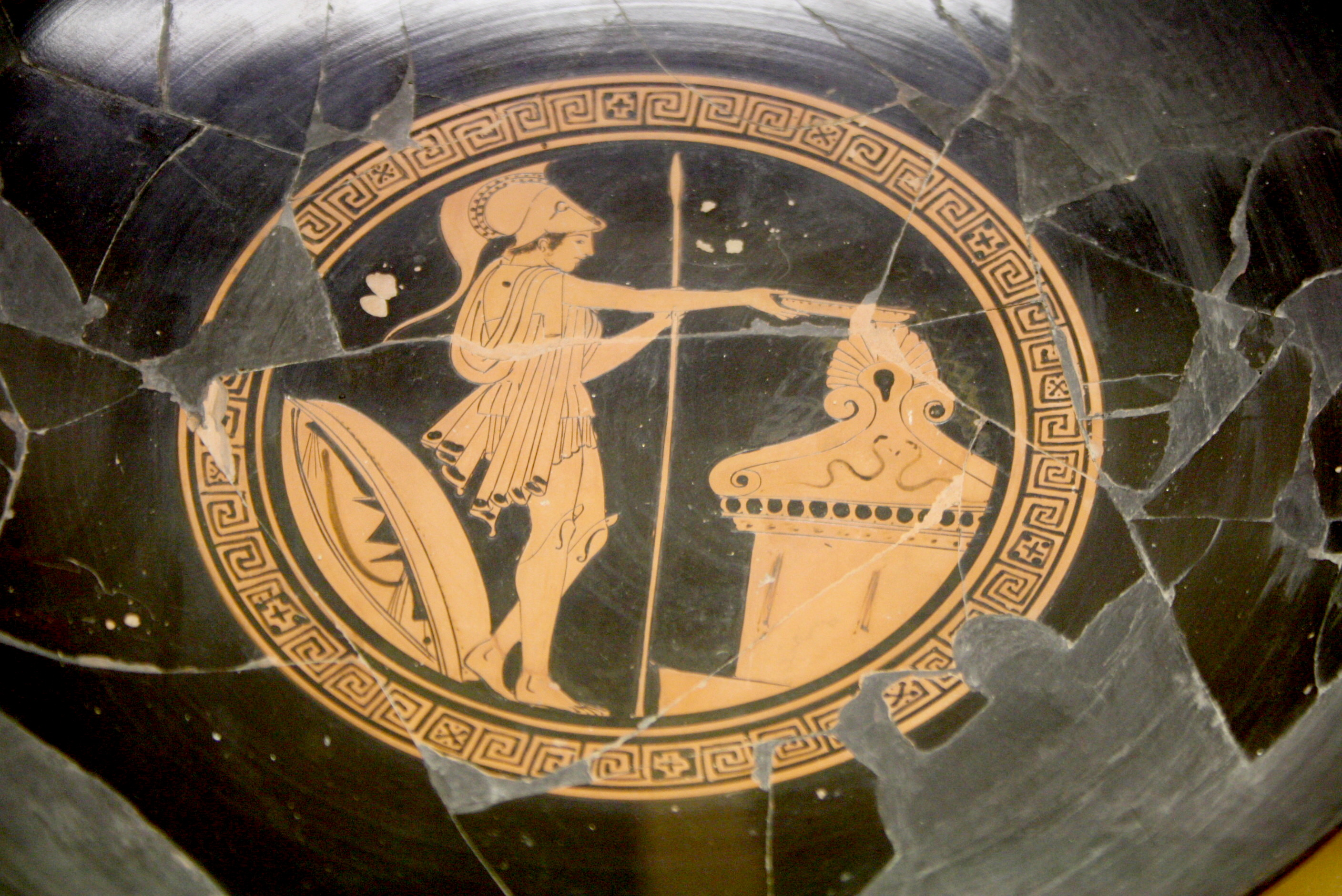
Kylix Hy Lạp cổ đại cho thấy một giáp binh nặng đang dâng lễ vật trước một bàn thờ, khoảng năm 480 trước Công nguyên. Bảo tàng Agora cổ đại Athens trong Stoa của Attalus
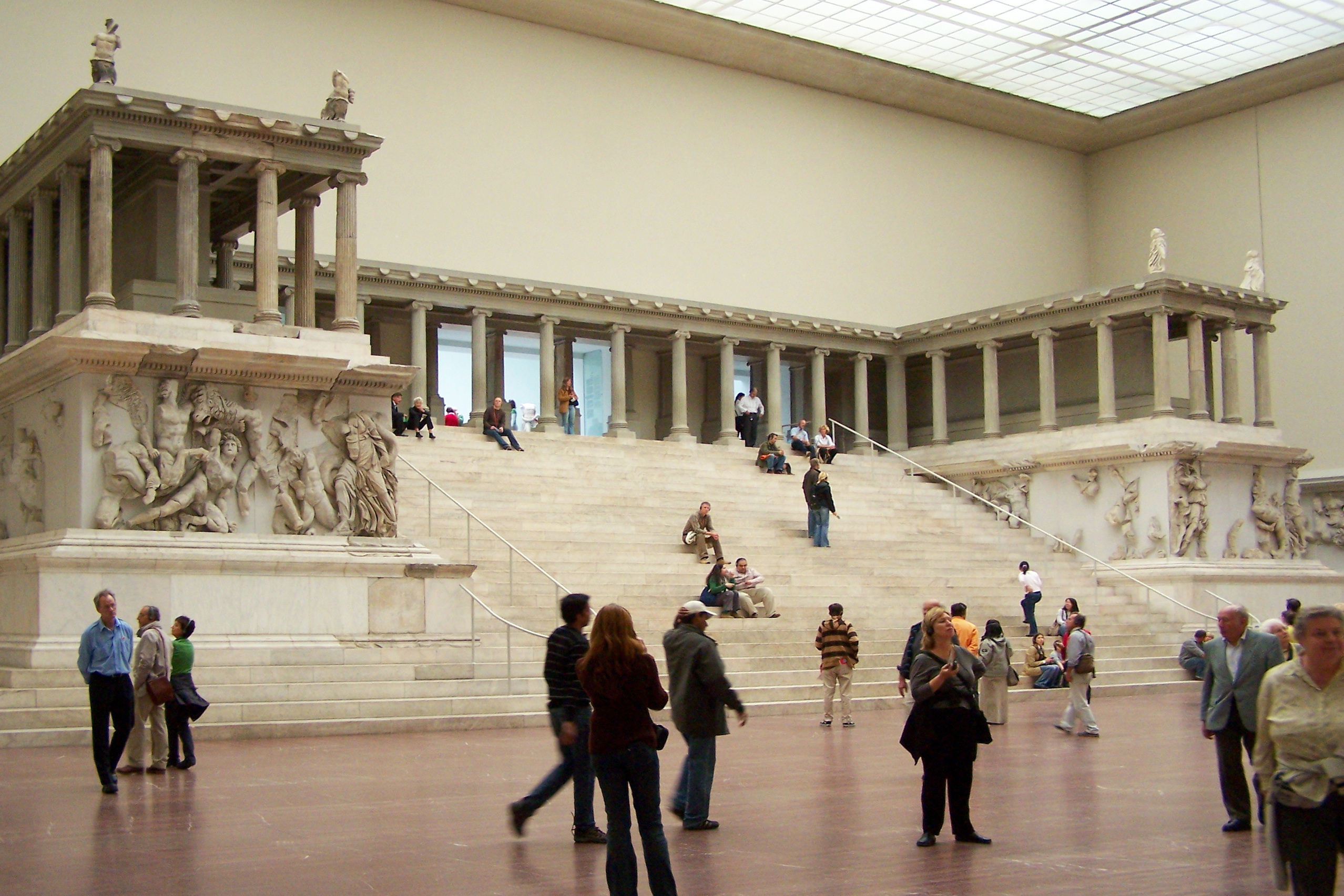
Bàn thờ Pergamon cổ đại, được phục dựng tại bảo tàng Pergamon, Berlin.
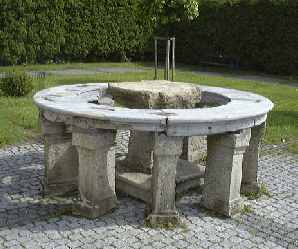
Opferstein hay Đá Cúng tế ở Maria Taferl, Áo là một phiến đá lớn được người Celt cổ đại sử dụng để làm nơi tế lễ. Ngày nay, nó nằm ở quảng trường của Vương cung thánh đường Maria Taferl.